# Ilustración hispanoamericana
Las ideas de la ilustración española, que enfatizaban la razón, la ciencia, la practicidad, la claridad en lugar del oscurantismo y lo ayudaban con y el secularismo, se transmitieron de Francia al Nuevo Mundo en el siglo XVIII, después del establecimiento intelectual y científico, con universidades hispanoamericanas cada vez más anti-escolásticas y opuestas a la "autoridad no probada" incluso antes de que los Borbones españoles llegaran al poder. La mejor estudiada es la Universidad de San Carlos de Guatemala, fundada en 1676.
En la América española, igual que en España, la Ilustración tenía algunos aspectos del anticlericalismo, pero muchos sacerdotes estaban a favor de la ciencia y el pensamiento científico y eran practicantes. Algunos clérigos fueron defensores de la Ilustración, así como la independencia. Los textos ilustrativos que circulan en la América española se han relacionado con los fundamentos intelectuales de la independencia hispanoamericana. Las obras de los filósofos ilustrados eran de propiedad y lectura en la América española, a pesar de las restricciones en el comercio de libros y su inclusión en la lista de libros prohibidos de la Inquisición. Los jesuitas fueron instrumentales al introducir nuevas tendencias en filosofía en la América española, y luego de su expulsión en 1767, los franciscanos continuaron explorando esta línea de pensamiento. El clero secular hispanoamericano era propietario de tales trabajos, incluido el sacerdote mexicano Miguel Hidalgo y Costilla, cuyo libre pensamiento le había perdido su puesto como rector del seminario de San Nicolás y fue enviado a la pequeña parroquia de Dolores.

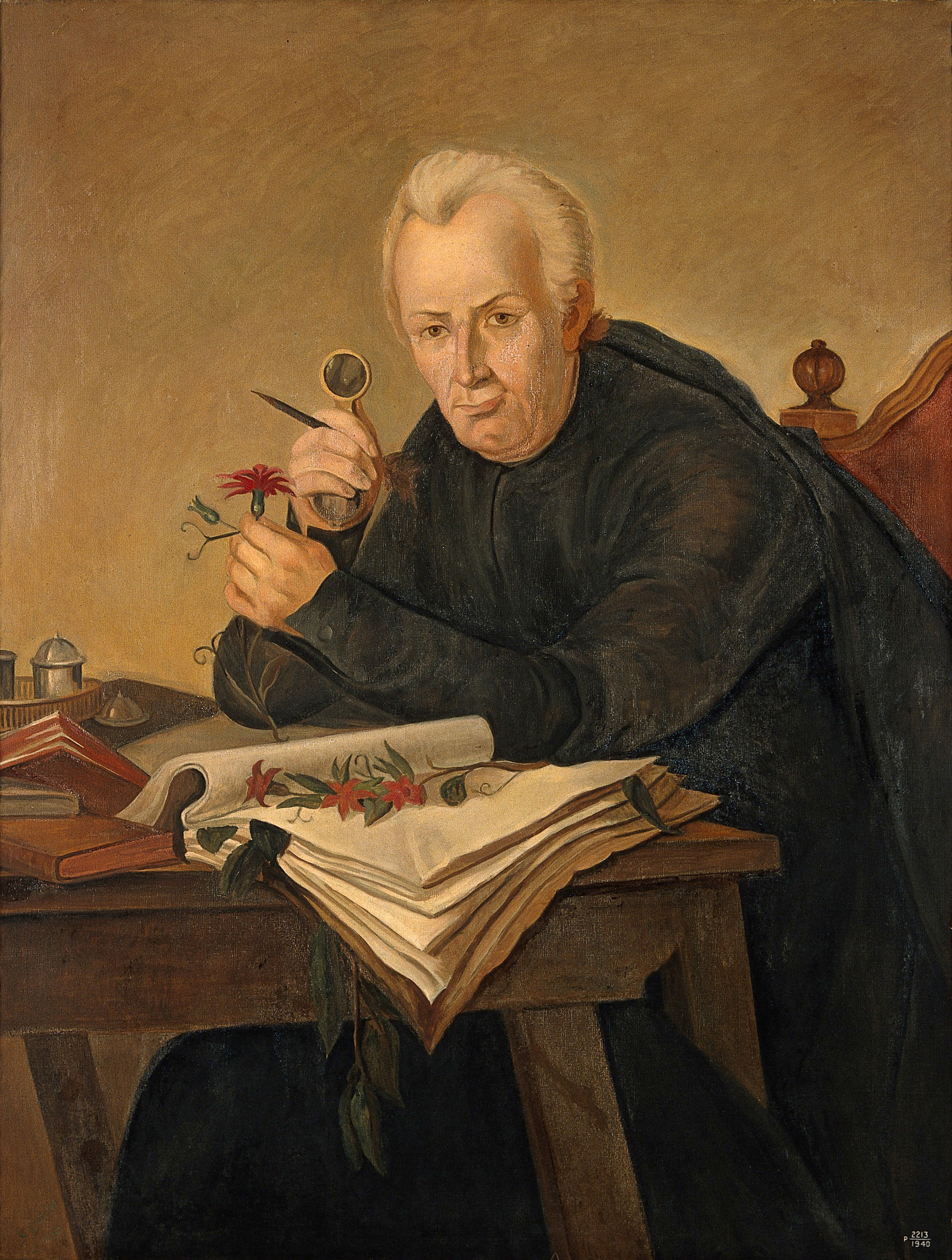
José Celestino Mutis, botánico de la Ilustración hispanoamericana.

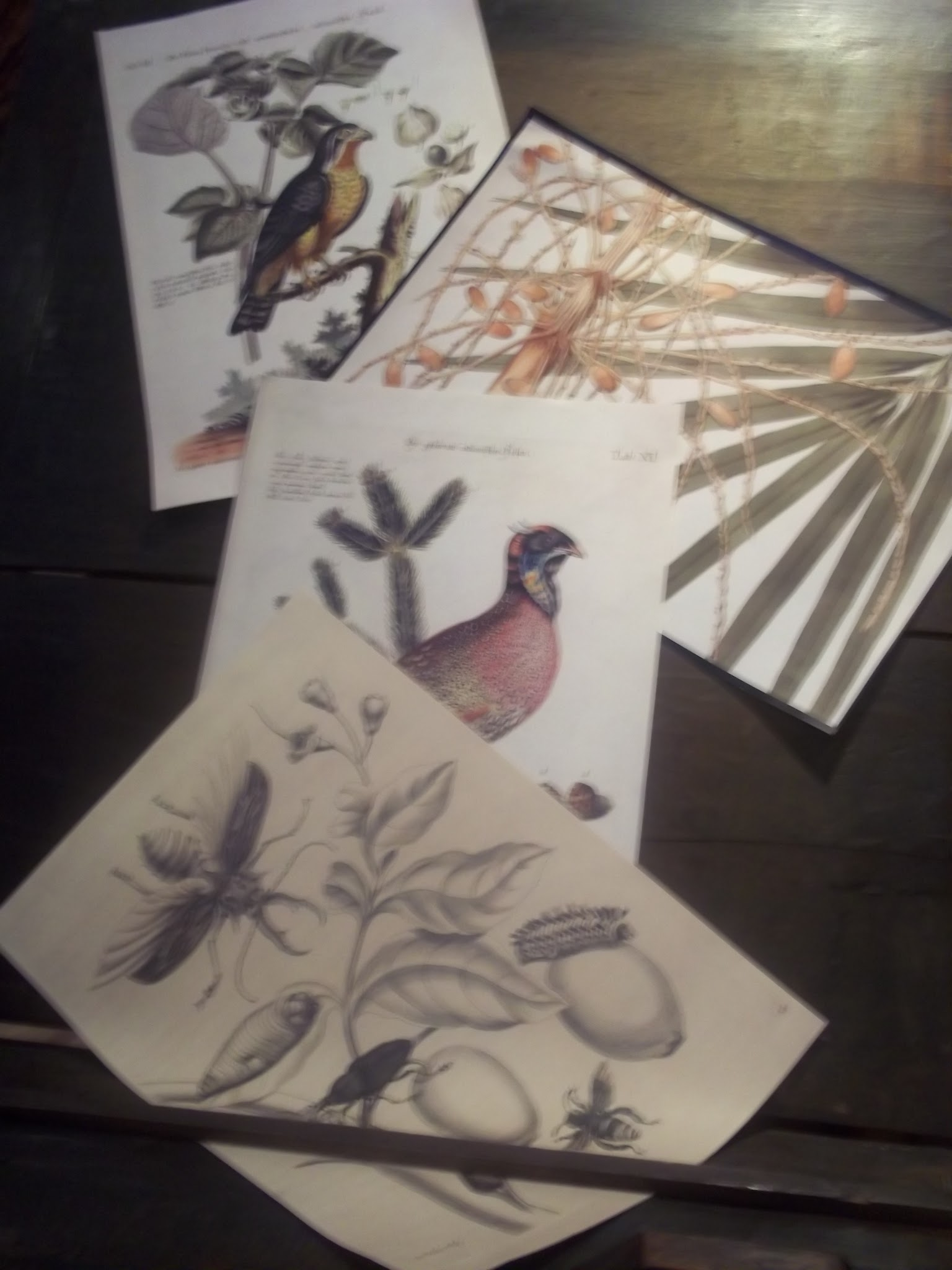
Ilustraciones del botánico español José Celestino Mutis en Colombia.

Los sacerdotes persiguieron la ciencia, incluso en la era "barroca" del siglo XVII, el intelectual criollo más prominente del país, Don Carlos de Sigüenza y Góngora, así como la notable monja mexicana, Sor Juana Inés de la Cruz. En el siglo XVIII, había varios sacerdotes nacidos en España y en Estados Unidos que practicaban la ciencia. Entre ellos destacó el español José Celestino Mutis en Nueva Granada, quien dirigió la expedición botánica real a Nueva Granada. Fue educado en matemáticas, astronomía y medicina. Mutis entrenó a Francisco José de Caldas. En Perú, Hipólito Unanue, un clérigo secular formado en medicina, contribuyó a una publicación peruana, Mercurio Peruano. Similar a él era el clérigo secular mexicano José Antonio de Alzate y Ramírez, quien fundó importantes periódicos que difundieron el conocimiento sobre los hallazgos científicos, incluido el suyo. Alexander von Humboldt se reunió y consultó con Mutis, Caldas y leyó las obras de Alzate (quien murió justo antes de que Humboldt llegara a Nueva España) durante su expedición científica a la América española a principios del siglo XIX. Humboldt quedó impresionado por el nivel intelectual de la ciencia en la América española.
Dos cepas de pensamiento filosófico eran evidentes en la América española, una era el despotismo ilustrado y las otras variaciones sobre el constitucionalismo. Las divisiones entre los clérigos en la América española eran entre los que apoyaban el regalismo, es decir, la supremacía de la corona sobre la Iglesia católica, y los que se adherían al ultramontanismo, apoyando el poder del papado sobre los monarcas. La corona española se movió para consolidar su supremacía sobre la Iglesia católica mediante la supresión de la Compañía de Jesús en España y en su imperio de ultramar en 1767. Los jesuitas eran "soldados del Papa", haciendo voto para servir al pontífice. Tuvieron éxito en sus misiones a los pueblos indígenas en las fronteras del imperio español, como el norte de México y el más famoso en Paraguay. Las instituciones educativas jesuitas tenían como alumnos a los hijos de españoles nacidos en Estados Unidos, y eran lugares donde se difundían las ideas de la Ilustración. Los jesuitas poseían un número considerable de haciendas rentables, o haciendas, que eran administradas eficientemente por jesuitas entrenados en administración. Su lealtad al papa y su desafío a la autoridad de la corona, así como su claro éxito en reinos importantes donde el clero diocesano u otras órdenes religiosas pudieron haber destacado, significó que su expulsión en 1767 no fue opuesta por la jerarquía episcopal u órdenes religiosas.

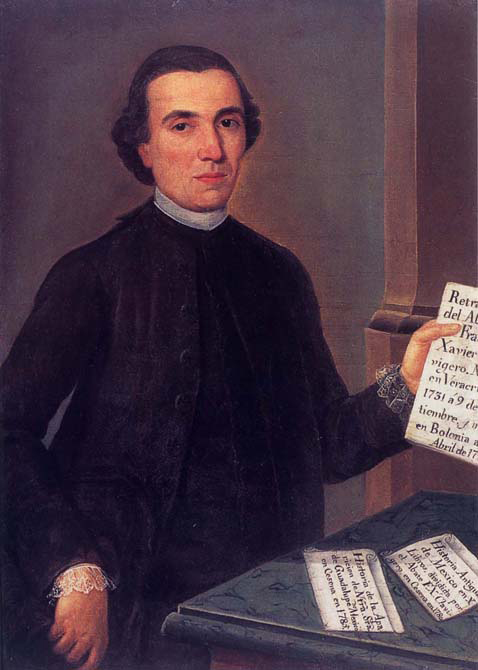
Francisco Javier Clavijero, patriota criollo jesuita mexicano.

El exilio de los jesuitas a Europa fue un golpe para las familias españolas nacidas en Estados Unidos, cuyos hijos fueron educados por los jesuitas o ellos mismos jesuitas y se considera que contribuyen a la alienación criolla de la monarquía borbónica. Un importante jesuita exiliado fue Francisco Javier Clavijero, quien escribió una historia importante de México, vio sus orígenes en los logros de las civilizaciones indígenas y creó una idea de México separada de la España peninsular.
La corona española también se movió contra el clero en su conjunto al intentar limitar los privilegios corporativos de la Iglesia Católica, el fuero eclesiástico, que otorgaba a los clérigos el derecho a ser juzgados por todos los delitos en los tribunales canónicos en lugar de los de la corona. El fuero había sido un factor importante en el fortalecimiento del prestigio y el poder del clero secular inferior. Los sacerdotes de las parroquias solían ser la única persona de etnia europea en las parroquias indígenas, quienes ejercían tanto el poder político como el sagrado.
En el México colonial tardío, un importante obispo electo, Manuel Abad y Queipo, consideró liberal y buscó reformas sociales, económicas y políticas, pero se opuso firmemente al levantamiento de la independencia del padre Hidalgo en 1810. Abad y Queipo le dio a Humboldt algunos de sus escritos sobre las condiciones en Nueva España y la necesidad de una reforma a Humboldt, y sus ideas encontraron su camino en el famoso "Ensayo político" de Humboldt sobre el Reino de Nueva España ".
Otro desarrollo en la América española fue la formación de sociedades económicas y "amigos del país", por parte de hombres de élite para mejorar la economía local a través de la ciencia. También funcionaron como grupos de discusión que consideraron temas políticos, particularmente porque las políticas de la corona favorecieron cada vez más a la península. 
La corona fundó una serie de instituciones destinadas al progreso científico y económico, así como al avance cultural. En México, se estableció la corona del Colegio de Minas en 1792, dirigida por el mineralogista español Fausto Elhuyar. Fue diseñado para formar expertos para la industria más lucrativa del imperio, la minería de plata.

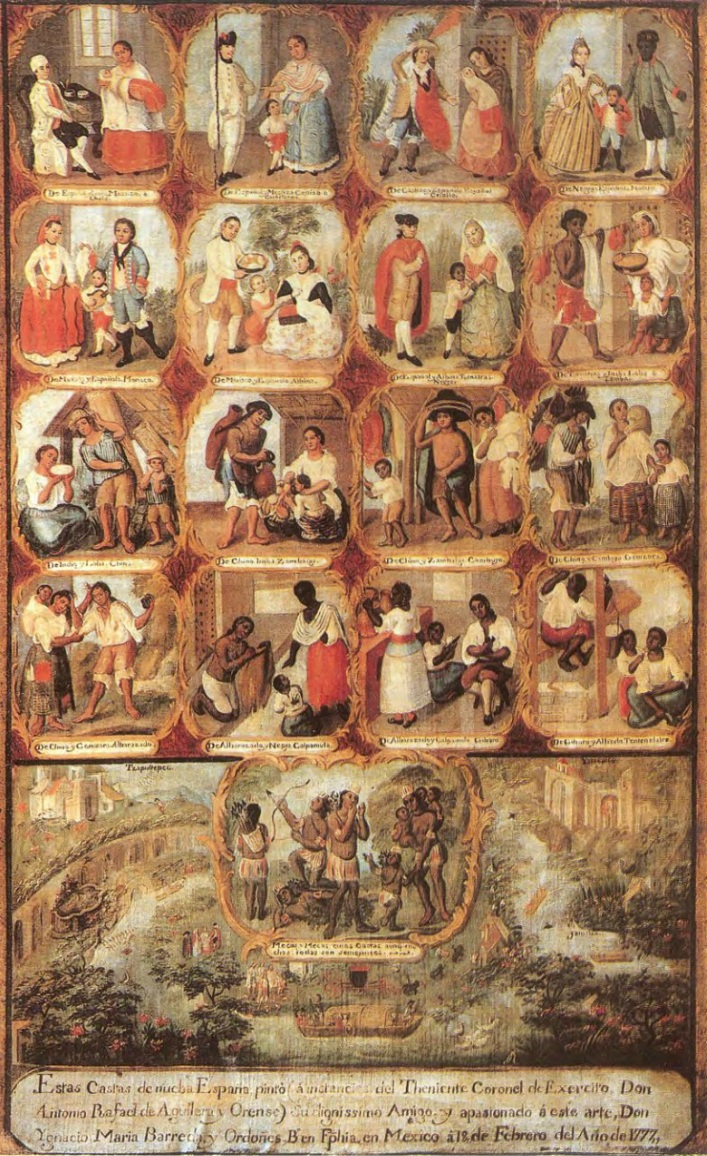
Representación del sistema de castas en México.

El arte y la arquitectura fueron expresiones culturales que sintieron el impacto de las ideas de la Ilustración. La Academia de San Carlos se fundó en 1781 como la Escuela de Grabado, y dos años más tarde pasó a llamarse Real Academia de las Tres Nobles Artes de San Carlos. Miguel Cabrera fue uno de sus miembros más importantes. El Palacio de Minería en la Ciudad de México y el hospicio en Guadalajara, así como la catedral en Buenos Aires, fueron diseñados en estilo neoclásico, favoreciendo líneas limpias y decoración minimalista, en contraste con la arquitectura barroca más ornamentada. "Fácilmente comprensible y que proporciona consuelo en su promesa de gloria celestial. El barroco es un arte para la gente. Fue esta misma popularidad la que condujo al movimiento anti-barroco de las academias neoclásicas de alto nivel del siglo XVIII. "El crecimiento de las ideas científicas y el desarrollo de diferentes tipos de taxonomía, como Carl. El de Linneo, bien pudo haber sido el ímpetu detrás de la aparición de pinturas seculares de mezcla racial y jerarquía racial en el México de finales del siglo XVIII, llamadas pinturas de casta.